# Pak Beng
Pak Beng, ou Pakbeng, (en lao: ປາກແບ່ງ), est un village-étape de quelques centaines d'habitants dans la province d'Oudomxay, au Laos, situé à mi-chemin de Houei Sai et de Luang Prabang. On y trouve des buvettes, des guest-houses (maisons d'hôtes) et le temple bouddhiste Vat Sin Saeng Jong orné de peintures murales.

## Galerie

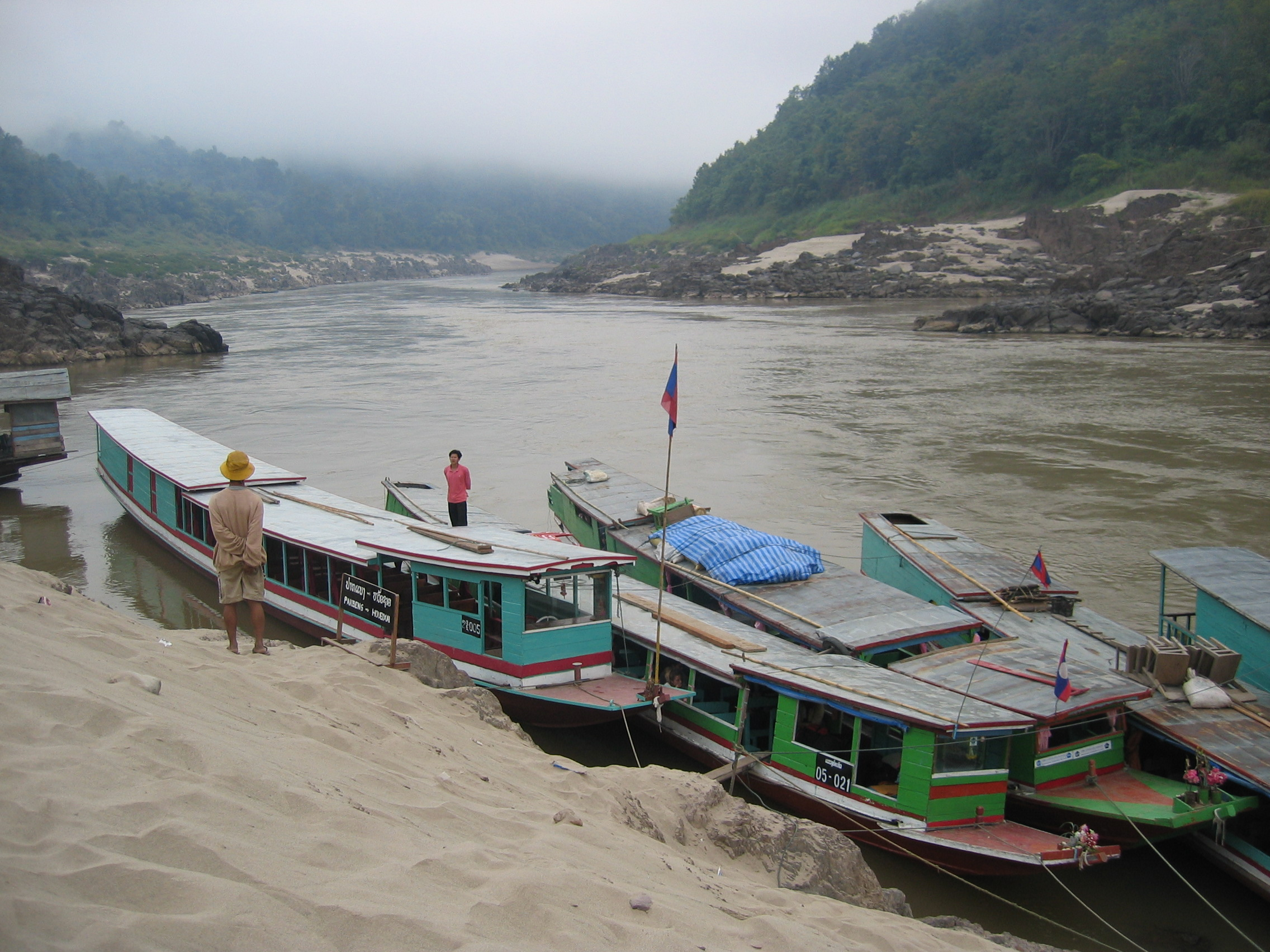
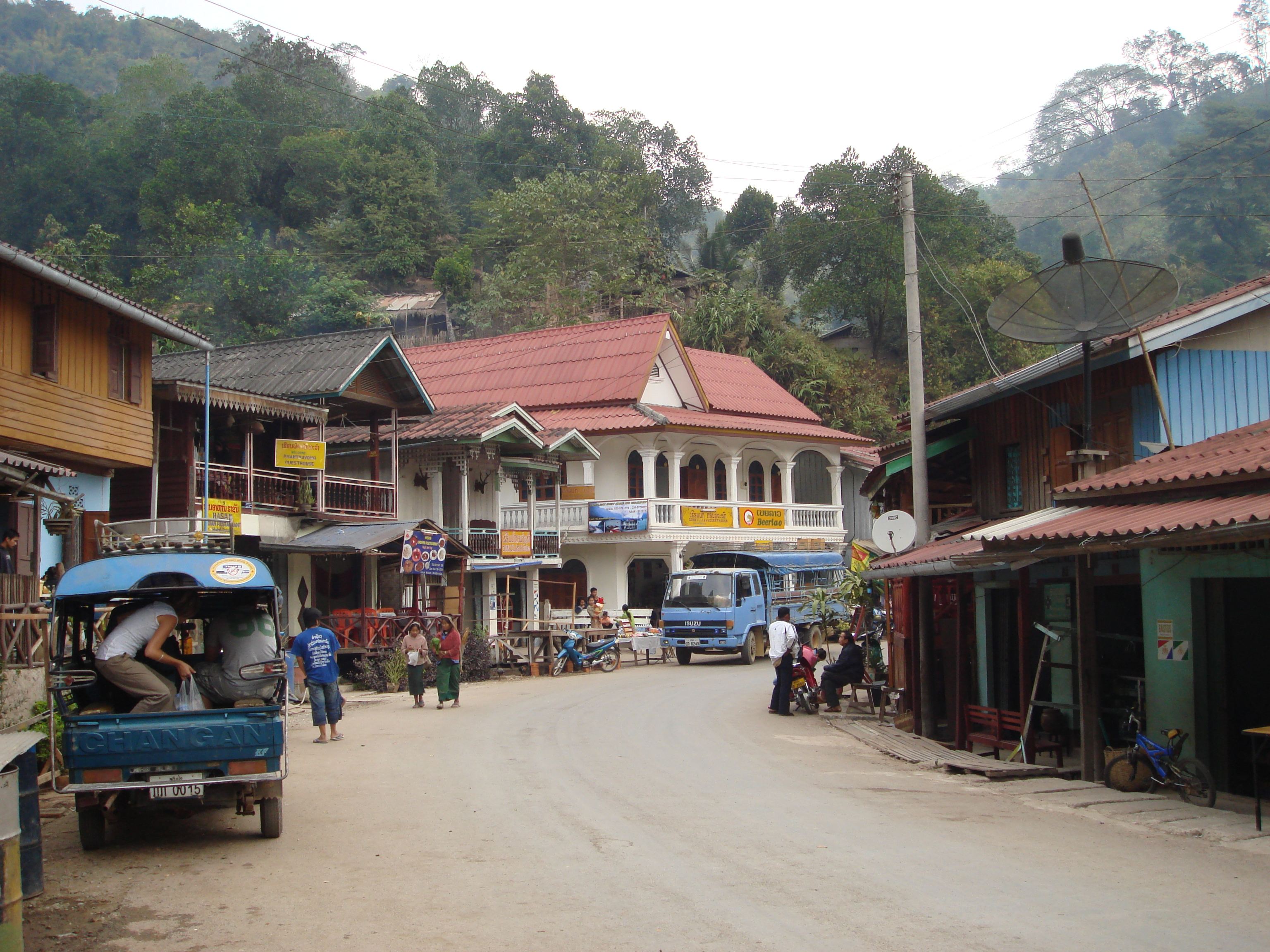
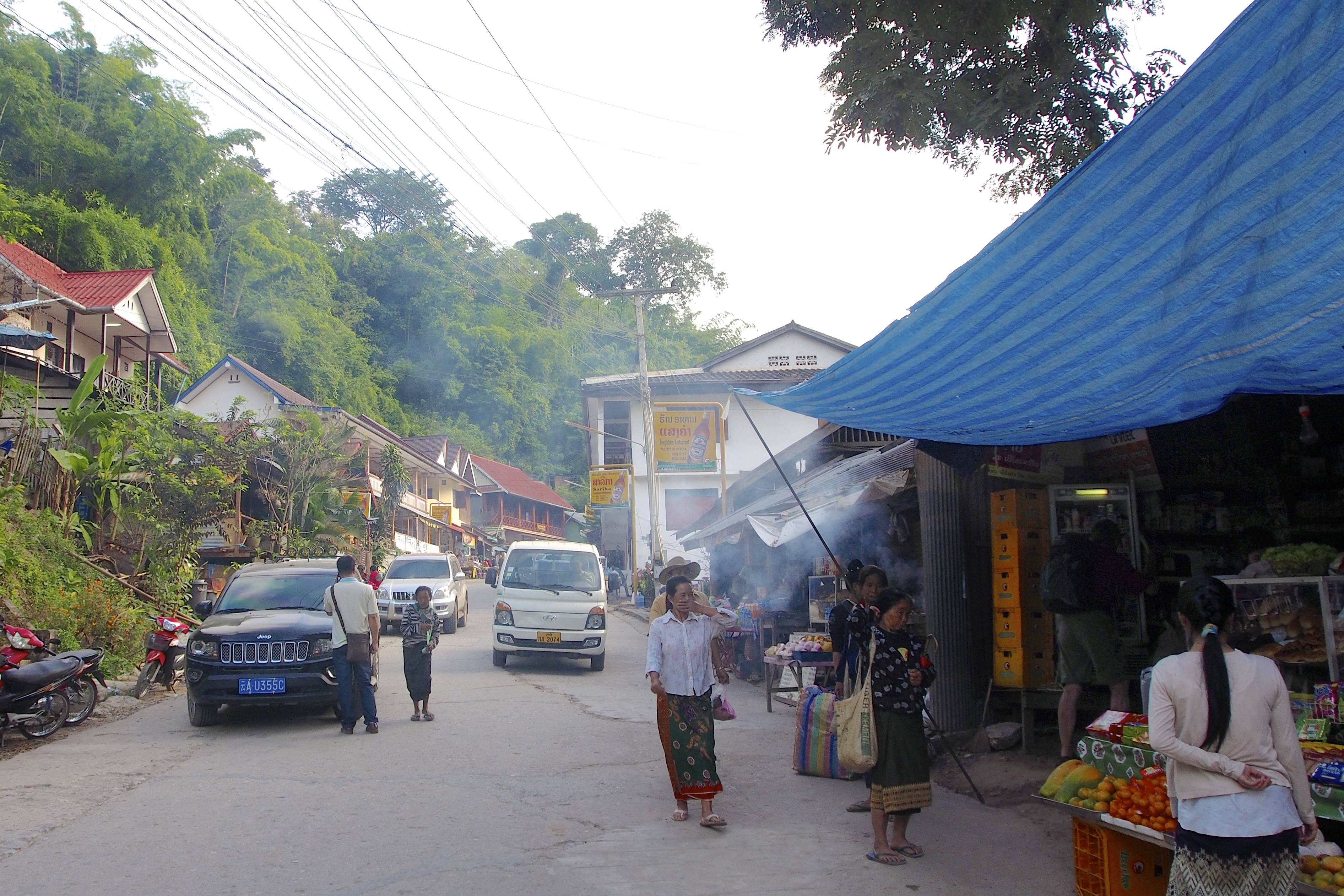
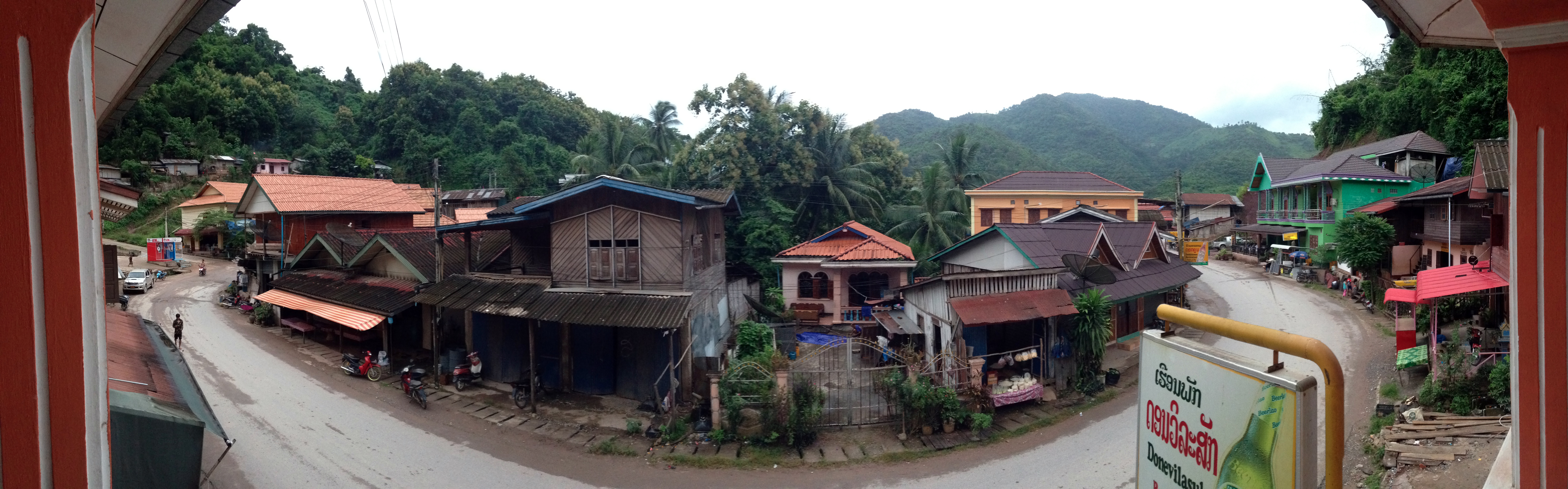
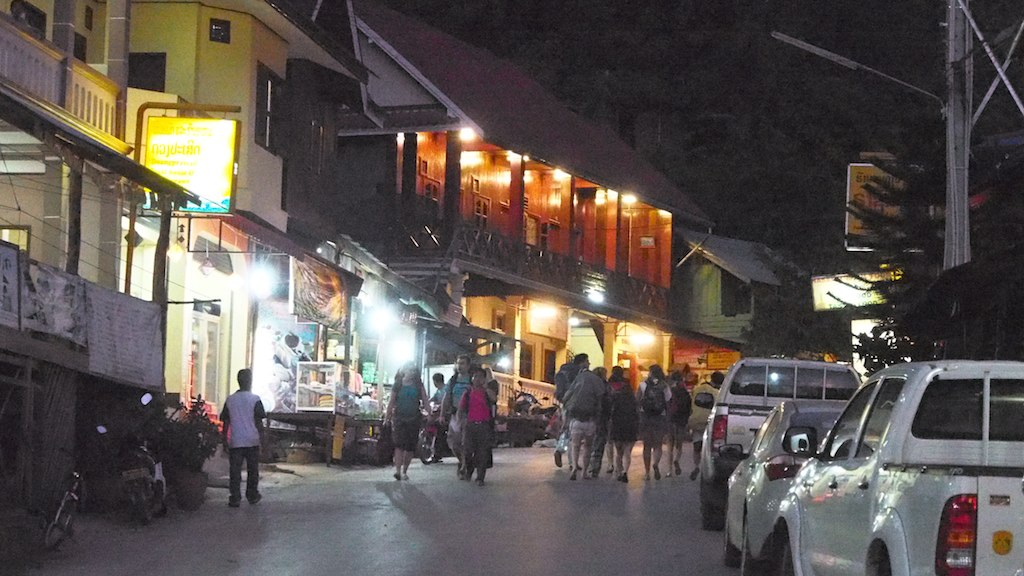
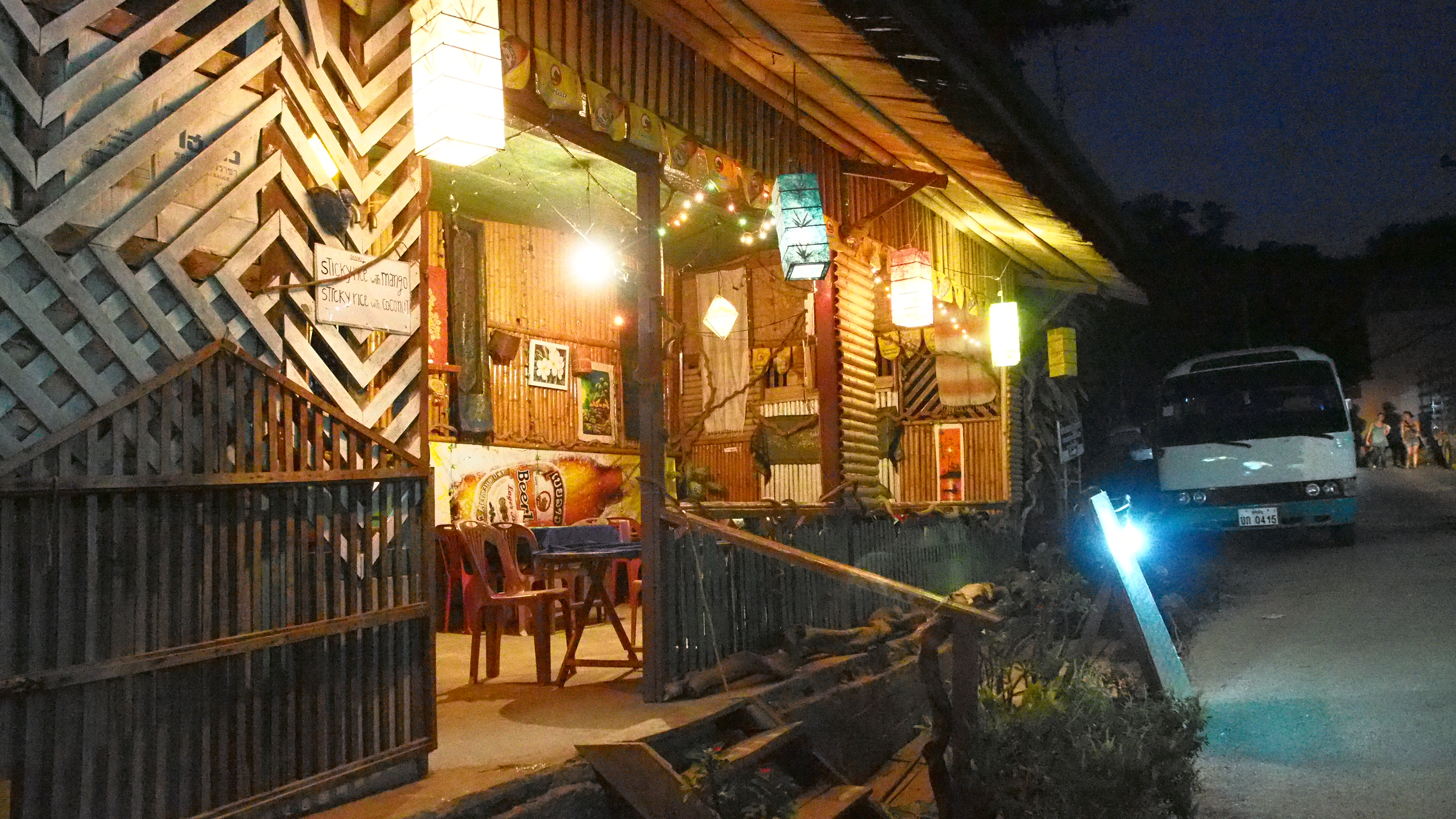
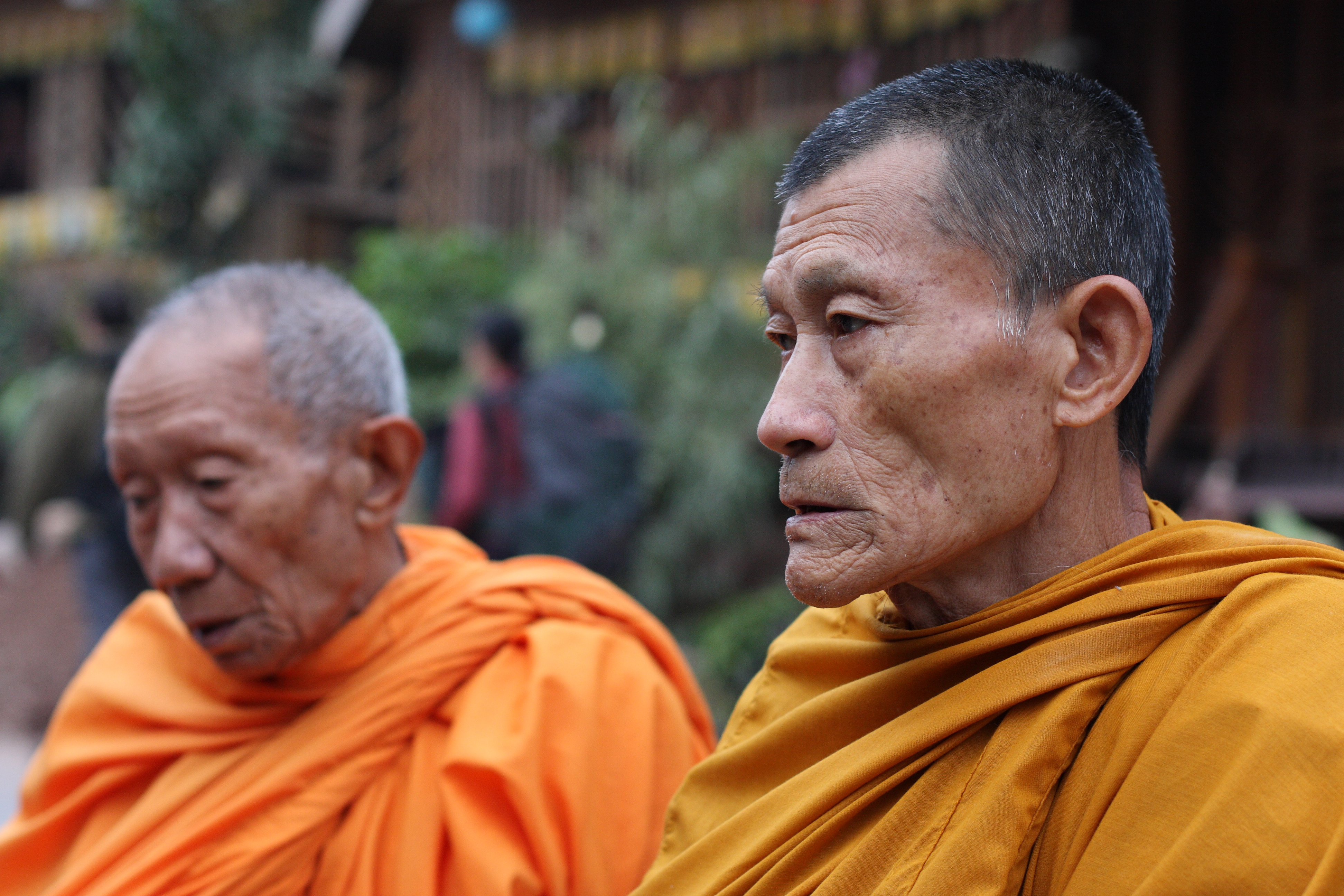
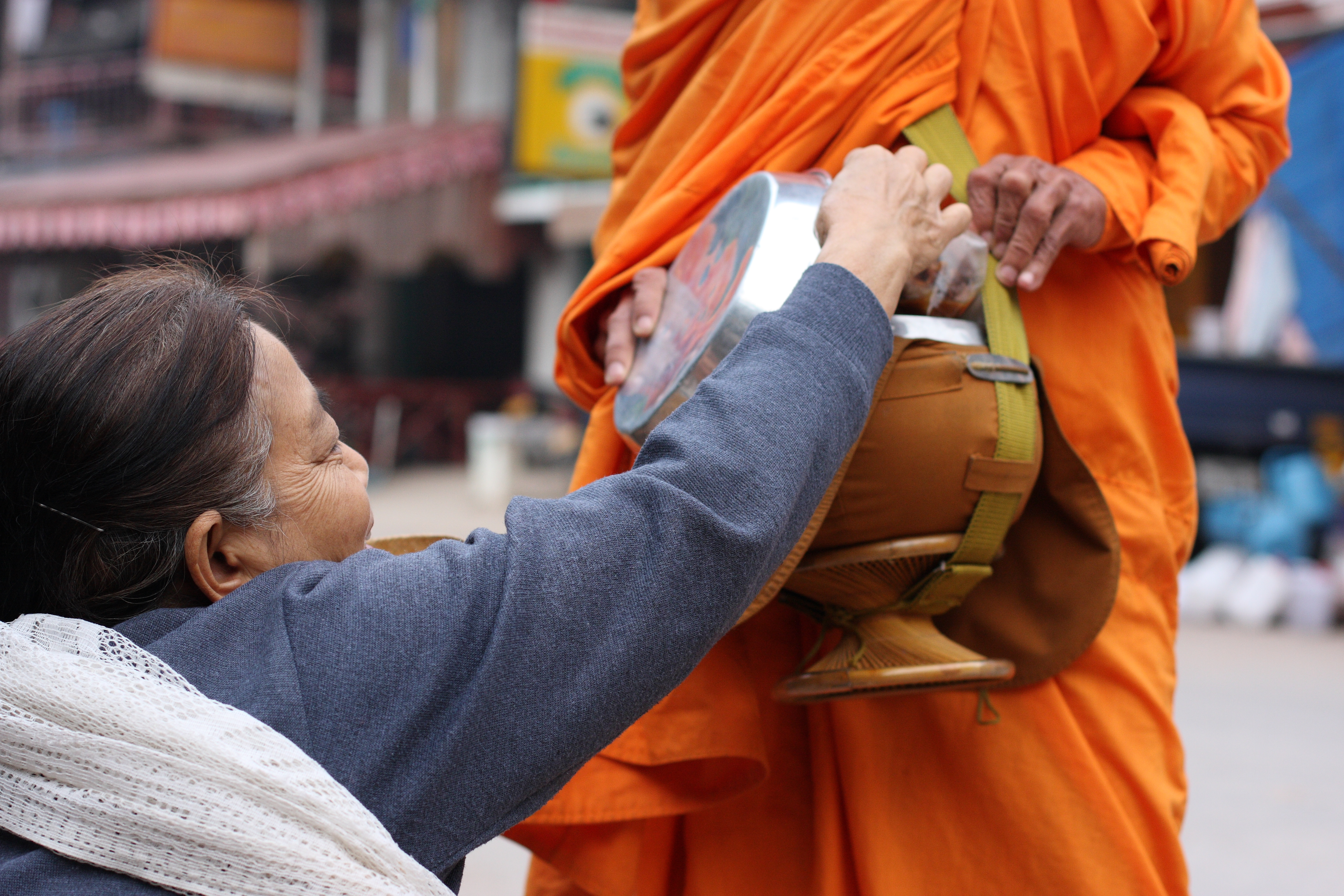